# All European Academies
 (septembre 2020).
All European Academies (ALLEA) est la Fédération européenne des académies des sciences et des sciences humaines. Elle a été fondée en 1994 et regroupe plus de 50 académies des sciences et sociétés savantes de plus de 40 pays membres du Conseil de l'Europe. Depuis mai 2018, le président d'ALLEA est Antonio Loprieno. L'ALLEA est financée par les cotisations annuelles de ses académies membres et reste totalement indépendante des intérêts politiques, religieux, commerciaux ou idéologiques. Le secrétariat de l'ALLEA est basé dans les locaux de l'Académie Berlin-Brandebourg des sciences et des sciences humaines à Berlin.

## Mission
La mission de l'ALLEA consiste à faciliter la collaboration entre les académies, à encourager l'excellence et des normes éthiques élevées dans la conduite de la recherche, à promouvoir l'autonomie de la science et de la recherche, à représenter les positions des académies européennes auprès des autorités européennes et à contribuer à l'amélioration des conditions-cadres pour la science et la recherche. Conjointement avec ses académies membres, l'ALLEA est en mesure de traiter l'ensemble des questions structurelles et politiques auxquelles l'Europe est confrontée dans le domaine des sciences, de la recherche et de l'innovation. Ce faisant, elle est guidée par une compréhension commune de l'Europe, liée par des facteurs historiques, sociaux et politiques ainsi que par des raisons scientifiques et économiques.

## Académies membres
Les académies membres de l'ALLEA fonctionnent comme des sociétés savantes, des groupes de réflexion ou des organismes de recherche. Ce sont des communautés autonomes de leaders de la recherche universitaire dans tous les domaines des sciences naturelles, des sciences sociales et des sciences humaines. Sa structure d'adhésion intégrée comprend des académies à la fois de l'Union européenne (UE) et des États non membres de l'UE en Europe.

### Liste des académies membres
- Albanie
  - Académie des sciences d'Albanie
- Allemagne
  - Académie nationale allemande des sciences Leopoldina
  - Union des académies allemandes des sciences et des sciences humaines
- Arménie
  - Académie arménienne des sciences
- Autriche
  - Académie autrichienne des sciences
- Biélorussie
  - Académie nationale des sciences du Bélarus
- Belgique
  - Académie royale des sciences, des lettres et des arts de Belgique
  - Académie royale de langue et de littérature française de Belgique
  - Académie royale de langue et littérature néerlandaises
  - Académie royale flamande de Belgique pour les sciences et les arts
- Bosnie-Herzégovine
  - Académie des sciences et des arts de Bosnie-Herzégovine
- Bulgarie
  - Académie bulgare des sciences
- Croatie
  - Académie croate des sciences et des arts
- Danemark
  - Académie royale danoise des sciences et des lettres
- Espagne
  - Académie royale espagnole des sciences
  - Académie royale des sciences et arts de Barcelone
  - Institut d'études catalanes
- Estonie
  - Académie estonienne des sciences
- Finlande
  - Conseil des académies finlandaises
- Géorgie
  - Académie nationale géorgienne des sciences
- Grèce
  - Académie d'Athènes
- Hongrie
  - Académie hongroise des sciences
- Irlande
  - Académie royale irlandaise
- Israel
  - Académie israélienne des sciences et des lettres
- Italie
  - Accademia Nazionale dei Lincei
  - Istituto Veneto di Scienze, Lettere ed Arti
  - Accademia delle Scienze di Torino
- Kosovo
  - Académie des sciences et des arts du Kosovo
- Lettonie
  - Académie lettone des sciences
- Lituanie
  - Académie lituanienne des sciences
- Macédoine du Nord
  - Académie macédonienne des sciences et des arts
- Moldavie
  - Académie des sciences de Moldavie
- Monténégro
  - Académie monténégrine des sciences et des arts
- Norvège
  - Académie norvégienne des sciences et des lettres
  - Société royale norvégienne des sciences et des lettres
- Pays-Bas
  - Académie royale néerlandaise des arts et des sciences
- Pologne
  - Académie polonaise des sciences
  - Académie polonaise des arts et des sciences
- Portugal
  - Académie des sciences de Lisbonne
- République tchèque
  - Académie tchèque des sciences
  - Société savante de la République tchèque
- Roumanie
  - Académie roumaine
- Royaume-Uni
  - L'Académie britannique
  - Société savante du Pays de Galles
  - The Royal Society
  - The Royal Society of Edinburgh
- Russie
  - Académie russe des sciences (membre associé)
- Serbie
  - Académie serbe des sciences et des arts
- Slovaquie
  - Académie slovaque des sciences
- Slovénie
  - Académie slovène des sciences et des arts
- Suède
  - Académie royale suédoise des lettres, de l'histoire et des antiquités
  - Académie royale suédoise des sciences
- Suisse
  - Académies suisses des arts et des sciences
- Turquie
  - Académie turque des sciences
  - Académie des sciences (Bilim Akademisi)
- Ukraine
  - Académie nationale des sciences d'Ukraine

## Groupes de travail
L'ALLEA est organisée en groupes de travail.

## SAPEA
L'ALLEA, conjointement avec quatre autres réseaux d'académies européennes, fait partie du projet SAPEA (Science Advice for Policy by European Academies) financé par l'UE, rassemblant les connaissances et l'expertise des boursiers de plus de 100 académies à travers l'Europe. SAPEA fournit à la Commission européenne et au public européen des avis scientifiques interdisciplinaires, indépendants et fondés sur des données probantes sur des questions politiques dans le cadre du mécanisme de conseil scientifique de la Commission européenne.